# Lukrezia Seiler
Lukrezia Seiler-Spiess (* 18. August 1934 in St. Gallen; † 5. Dezember 2013 in Basel) war eine Schweizer Publizistin.

## Leben
Lukrezia Seiler, geb. Spiess, wirkte nach der Handelsmatura als Verlagsmitarbeiterin beim Walter Verlag in Olten und als Redaktorin bei der Illustrierten Die Woche. 1965 siedelte sie mit ihrem Mann und ihren beiden Töchtern nach Riehen über und begann in der Buchhandlung Theo Schudel zu arbeiten. Sie wurde Mitarbeiterin beim Jahrbuch z’Rieche und 1979 dessen Chefredaktorin. Dort publizierte sie Aufzeichnungen von zahlreichen Gesprächen mit Zeitzeugen. Auf Oral History basiert auch ihr Buch Fast täglich kamen Flüchtlinge – Riehen und Bettingen, zwei Grenzdörfer 1933 bis 1948, das mehrfach neu aufgelegt wurde.
Für ihre publizistische und redaktionelle Arbeit sowie für ihr Engagement bei der Einrichtung des Dorf- und Rebbaumuseums Riehen wurde sie 1988 mit dem Kulturpreis der Gemeinde Riehen ausgezeichnet.
Lukrezia Seiler starb im Dezember 2013 im Alter von 79 Jahren.

## Schriften (Auswahl)
- mit Jean-Claude Wacker: «Fast täglich kamen Flüchtlinge». Riehen und  Bettingen – zwei Grenzdörfer 1933 bis 1948. Verlag z’Rieche, Riehen 1996; 4., erweiterte Auflage (= Beiträge zur Basler Geschichte), Merian, Basel 2013, ISBN 978-3-85616-580-2.[1]
- Hrsg.: «Was wird aus uns noch werden?» Briefe der Lörracher Geschwister Grunkin aus dem Lager Gurs 1940–1942. Chronos, Zürich 2000, ISBN 978-3-905314-16-8.
- mit Doris Kellerhals und Christine Stuber: Zeichen der Hoffnung. Schwesterngemeinschaft unterwegs. 150 Jahre Diakonissenhaus Riehen. Friedrich Reinhardt, Basel 2002, ISBN 3-7245-1208-2, S. 202 f. (Digitalisat)